# Parque de Salburua

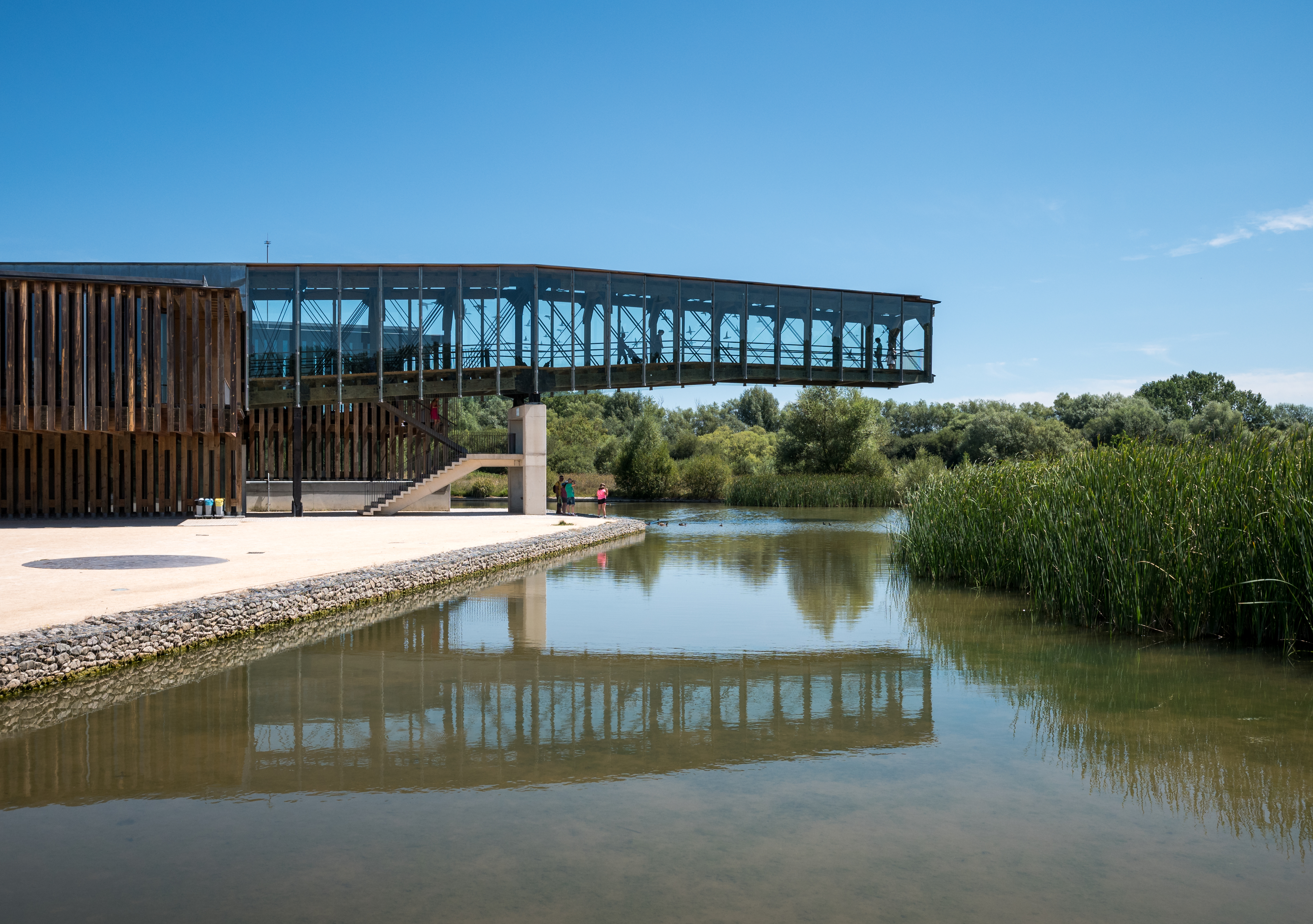
Ataria, centro de interpretación de los humedales de Salburua

El parque de Salburua (en euskera: Salburuko parkea) es un humedal que está al este de Vitoria (Álava), en el barrio del mismo nombre. Este parque es la joya de la corona del Anillo Verde de Vitoria, tanto por su valor ecológico como por la evolución que ha tenido a lo largo del tiempo. El sistema de humedales del parque de Salburua se compone de cuatro lagunas principales. La que está más cerca de Vitoria es la laguna de Betoño; más al este está la laguna de Arkaute; entre estas dos, al norte, la de Larregana, y al lado de Betoño la de Duranzarra.

## Historia
Su origen se encuentra al surgir un acuífero del Cuaternario. Sin embargo, a mediados del siglo XX se realizó una labor de desecación para aprovechamiento agrícola que casi las hizo desaparecer; hasta la década de 1990 no se pudieron regenerar. En 1994, el Ayuntamiento de Vitoria, de la mano del Centro de Estudios Ambientales, decidió regenerar el humedal. En julio de 2002 se incluye como sitio Ramsar, al ser un humedal de importancia internacional para la conservación de las especies acuáticas. La laguna de Arkaute sirve además como instrumento de protección contra las inundaciones en Vitoria al actuar como laguna de laminación. En 2007 el parque ocupaba 216 hectáreas, entre el barrio de Salburua y la Academia de la Ertzaintza de Arkaute.

## Ecología

### Flora
Dependiendo de la profundidad del agua e, indirectamente, de la duración de la inundación del suelo, se establecen diferentes comunidades vegetales. Entre ellas se puede señalar la importancia de una importante masa de Carex riparia, de innegable valor ecológico y muy bien conservada.

### Fauna
La recuperación del humedal ha servido para que muchos animales vuelvan a habitar esta zona de la Llanada. En Salburua habitan más de 70 especies de aves: este parque es la zona húmeda con una mayor población reproductora de aves acuáticas de todo Euskadi, junto con el embalse de Ullibarri Gamboa.
En el entorno habitan también 40 especies de mamíferos, 12 de reptiles, 9 de anfibios, 3 de peces y una gran cantidad de animales invertebrados.Entre estos últimos es importante la presencia de los odonatos, en los que se centra uno de los programas de Ciencia Ciudadana del Centro de Estudios Ambientales del Ayuntamiento de Vitoria-Gasteiz. 
Una de los mayores riesgos para la fauna de Salburua es la introducción y proliferación de especies invasoras, como el visón americano, que amenazan gravemente a las autóctonas. Por ello, se están llevando a cabo diferentes líneas de actuación para la protección del visón europeo, un tesoro faunístico del humedal.

## Instalaciones
En 2008 finalizaron las obras del Centro de Interpretación de los Humedales de Salburua. Este centro, llamado Ataria, desarrolla actividades de sensibilización y educación ciudadana en materia medioambiental. Una cámara manejada por control remoto permite observar en directo la flora y fauna de la laguna de Arkaute. Además, situados en lugares estratégicos del parque, hay dos miradores (llamados Las Zumas y Los Fresnos) para observar a las aves.